# Bygdøy
Bygdøy sau Bygdø este o peninsulă localizată în partea vestică a orașului Oslo, din Norvegia. Din punct de vedere administrativ, Bygdøy aparține de Frogner.
Aici se află câteva muzee importante, cum ar fi Muzeul Kon-Tiki, Muzeul Fram și Muzeul Maritim Norvegian.